# ماریسا پورسل
ماریسا پورسل (اسپانیایی: Marisa Porcel‎؛ ‏ ۱۵ نوامبر ۱۹۴۳ – ۱۵ اوت ۲۰۱۸) بازیگر اهل اسپانیا بود.
از فیلم‌ها یا برنامه‌های تلویزیونی که وی در آن نقش داشته‌است، می‌توان به امکانش هست؟، پزشک خانوادگی، باغ لذت‌ها، همسر سفیدپوش… عاشق آتشین‌مزاج و نیمی از بهشت اشاره کرد.